# Qasr al-Hallabat

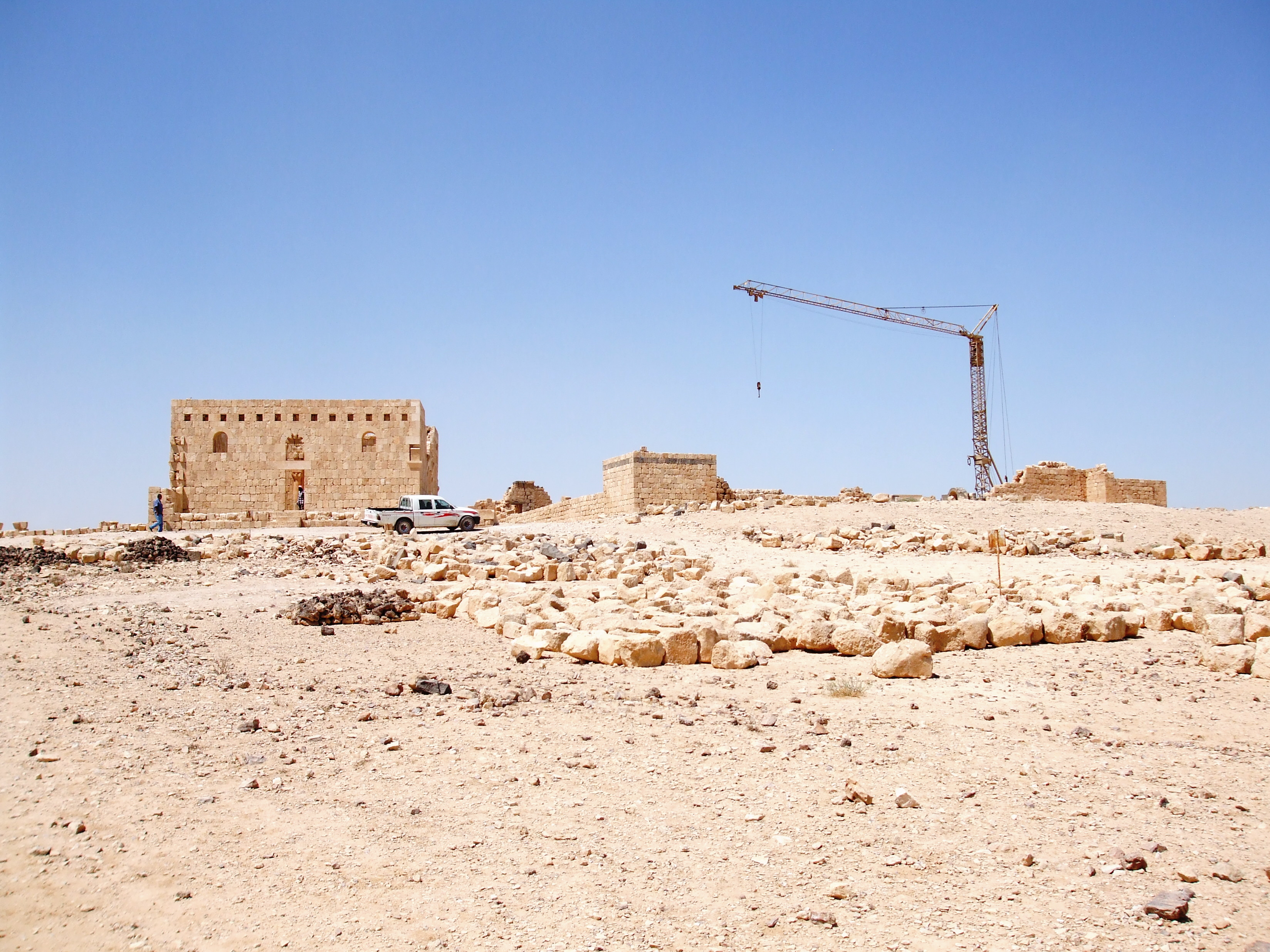
Vista del complex d'Al-Hallabat

Qasr al-Hallabat (àrab:  قصر الحلابات, Qaṣr al-Ḥallābāt) és una ciutat de la governació d'Amman, al nord-est de Jordània. La ciutat va rebre aquest nom pel castell omeia que s'hi conserva. En el mateix terme municipal hi ha el Qasr Hammam As Sarah.
Al principi, va ser una fortalesa romana construïda per l'emperador Caracal·la per protegir els habitants d'aquesta regió de les tribus beduïnes, en els segles II i III, encara que hi ha proves de presència anterior nabatea en aquest lloc. Era una de les moltes fortaleses de la via Trajana Nova, que unia Damasc i Àqaba a través de Petra i Amman. No obstant això, al segle viii, el califa omeia Hixam ibn Abd-al-Màlik va ordenar enderrocar les estructures romanes i construir un important complex residencial al desert. El seu pla incloïa un palau, una mesquita, un complicat sistema hidràulic que inclou cinc cisternes i un gran dipòsit d'aigua, i uns banys. A l'oest del palau, hi ha una estructura que va haver de servir per a usos agrícoles, ja que a la regió es conreaven oliveres i vinyes. D'aquesta construcció, només roman en peu una filera de pedres, mentre que de la mesquita es conserven tres seccions del mur, inclòs el mihrab.
La construcció principal, el palau, és de basalt negre i gres, i és de planta quadrada, amb una torre en cada cantonada. El seu interior estava adornat amb magnífics mosaics d'animals, detallats frescos i relleus d'estuc finament elaborats. La mesquita és a un quilòmetre i mig del palau, és petita, d'11 per 11 metres i està feta de marès. El seu interior està dividit en tres parts per dues arcades i el sostre és voltat. Envoltant la mesquita pel nord, l'est i l'oest hi ha un pòrtic de 3,30 metres.